# Łotwa na Zimowych Igrzyskach Paraolimpijskich 2006
Łotwę na Zimowych Igrzyskach Paraolimpijskich 2006 w Turynie reprezentował jeden zawodnik, startujący w narciarstwie alpejskim. Był to drugi występ reprezentacji Łotwy na zimowych igrzyskach paraolimpijskich – poprzedni start miał miejsce dwanaście lat wcześniej.

## Wyniki

### Narciarstwo alpejskie
Mężczyźni
| Zawodnik      | Konkurencja              | Finał                                | Finał   | Źródło |
| Zawodnik      | Konkurencja              | Rezultat                             | Miejsce | Źródło |
| ------------- | ------------------------ | ------------------------------------ | ------- | ------ |
| Māris Nimrods | slalom na stojąco        | 2:04,56 (czas rzeczywisty – 2:05,69) | 42      | [ 2 ]  |
| Māris Nimrods | slalom gigant na stojąco | 2:37,50 (czas rzeczywisty – 2:37,50) | 51      | [ 3 ]  |